# 전통주의 팔랑헤당
국민생디칼리슴 공세평의회 전통주의 에스파냐 팔랑헤(Falange Española Tradicionalista y de las Juntas de Ofensiva Nacional Sindicalista; FET y de las JONS) 축약해 통합 팔랑헤는 프랑코 정권의 유일 합법정당이었다. 1937년 팔랑헤당과 카를로스파당이 합병되어 형성되었고, 스페인국이 붕괴한 이후 1977년 아돌포 수아레스의 과도정부에서 해체되었다.
스페인 내전 시기 팔랑헤가 확연한 극우 파시즘 정당이었음에 비하여, 유일 집권당이 된 이후의 팔랑헤는 군부와 종교세력에 의해 주도되는 전통보수 우익 권위주의 성향을 나타냈다. 이런 경향은 1950년대 이후로 확연해진다.